# Гетьманчук Віктор
Ві́ктор Гетьманчу́к — президент Канадсько-української фундації (Canada Ukraine Foundation), член Ради директорів Конґресу Українців Канади.

## Життєпис
Закінчив університет Торонто, бакалавр прикладних наук, бакалавр мистецтв.
30 років відпрацював в нафтовому секторі, інженер-хімік. З початку 2000-х перебуває на керівних посадах в КУК. Скарбник Української Православної Церкви Канади.
В жовтні 2014-го організовував команду канадських хірургів, котра в Україні упродовж тижня в листопаді зробила у Київському військовому госпіталі 100 відновлювально-пластичних операцій постраждалим на Майдані та в зоні бойових дій.
У лютому 2016-го команда хірургів прибула до України учетверте, здійснили 40 операцій. Також благодійники з Канади цього року мають намір передати Україні 16 карет швидкої допомоги.

## Нагороди
- Відзнака Президента України — ювілейна медаль «25 років незалежності України» (22 серпня 2016) — за вагомий особистий внесок у зміцнення міжнародного авторитету Української держави, популяризацію її історичної спадщини і сучасних надбань та з нагоди 25-ї річниці незалежності України[1]